# Império do Vietnã
Império do Vietnã (em vietnamita:  Đế quốc Việt Nam; Hán tự: 越南帝國; em japonês:  ベトナム帝国) foi um Estado cliente de curta duração do Império Japonês que controlou todo o atual Vietnã entre 11 de março a 23 de agosto de 1945.

## História
Durante a Segunda Guerra Mundial, após a queda da França e o estabelecimento da França de Vichy, os franceses haviam perdido na prática  o controle da Indochina francesa para os japoneses, porém os japoneses permaneceriam em segundo plano dando aos administradores franceses do regime Vichy o controle nominal. Essa situação mudaria em 9 de março de 1945, quando o Japão assumiu oficialmente. Para ganhar o apoio do povo vietnamita, o Império Japonês declarou que retornaria a soberania para o Vietnã. Ao mesmo tempo, o Imperador Bảo Đại declararia nulo o Tratado de Huế firmado com a França em 1884. Trần Trọng Kim, um renomado historiador e estudioso, foi escolhido para liderar o governo como primeiro-ministro.